# 津田宗及
津田 宗及（つだ そうぎゅう、? - 天正19年4月20日（1591年6月11日））は、安土桃山時代の堺の商人、茶人。天王寺屋宗及とも。名は助五郎、号は天信、幽更斎。千利休・今井宗久とともに茶湯の天下三宗匠と称せられた。

## 経歴
堺南荘の豪商・天王寺屋の津田宗達（1504年 - 1566年）の子として生まれる。茶人・武野紹鴎の門人であった父に茶道を教わる。大徳寺住持の大林宗套には禅を学び、後に天信の号を与えられる。
堺の大小路に居所を構える天王寺屋は堺でも有力商人として知られた。宗及は永禄年間には石山本願寺の下間丹後の一族と通じ、次いで堺に勢力を張った三好政康を頼みとしていたが、やがて伸長してきた織田信長に接近。元亀3年（1572年）11月には信長が主催した京都妙覚寺での茶会に参加して接待を受けた。元亀4年（1573年）2月3日には岐阜城で信長の名器の拝見を特に許され歓待されるまでになった。天正6年（1578年）、信長が堺を来訪した際には、自邸に訪問を受けるなどし、重用された。
明智光秀の茶会にも顔を出していたが、後に実権を握った豊臣秀吉にも信頼を得て茶湯者八人衆の一人として数えられ、今井宗久、千利休とともに3,000石の知行を与えられた。黒田如水とも永く親交があり天正15年（1587年）10月1日、豊臣秀吉が九州平定と聚楽第の造営を記念して北野天満宮で開催した大茶湯（北野大茶湯）でも宗久、利休とともに茶会を行った。
天正19年（1591年）、死去。墓は堺市の南宗寺にある。

## その他
茶会の記録（茶湯日記）として『宗及茶湯日記他会記』（1565年-1587年）、『宗及茶湯日記自会記』（1565年-1587年）や道具拝見記を記した。これらの記録は、天王寺屋の宗達、宗凡が記したものと合わせて『天王寺屋会記』と称され、当時の武将たちの関係や事件などを知る歴史的資料になっている。
子には、宗及に続いて『天王寺屋会記』を記した津田宗凡、大徳寺156世で大徳寺龍光院初世住持・江月宗玩がいる。娘の永薫（えいくん）は、宮中医として知られた半井家の一員で堺で開業していた半井云也に嫁した。

## 演じた俳優
- 黄金の日日（1978年、NHK大河ドラマ　演：津川雅彦）
- おんな太閤記（1981年、NHK大河ドラマ　演：小金井宣夫）
- 利家とまつ〜加賀百万石物語〜（2002年、NHK大河ドラマ、演：浅沼晋平）
- 利休にたずねよ（2013年、演：松田賢二）
- 戦国鍋TV 〜なんとなく歴史が学べる映像〜  ミュージックトゥナイト 堺衆（2011年、テレビ神奈川他、演：村井良大）
- どうする家康（2023年、NHK大河ドラマ、演：山上賢治）